# Kreutern (Gemeinde Sankt Georgen am Längsee)
Kreutern ist eine Ortschaft in der Gemeinde St. Georgen am Längsee im Bezirk Sankt Veit an der Glan in Kärnten (Österreich). Die Ortschaft hat 2 Einwohner (Stand 1. Jänner 2024). Sie liegt auf dem Gebiet der Katastralgemeinde Osterwitz.

## Lage
Die Ortschaft liegt im Süden des Bezirks Sankt Veit an der Glan, südlich von St. Sebastian, am Nordostabhang des Magdalensbergs, in einem Bereich von etwas über 600 bis über 800 m Seehöhe.
Zur Ortschaft gehören die Höfe
- Keuschenbauer, Kreutern Nr. 2
- Wirth, Kreutern Nr. 3 (in Verfall begriffen)
- Mörtelbauer, Kreutern Nr. 8
- Kobesser (Kabasser), Kreutern Nr. 13

Andere Höfe, wie Puschelbauer, Staudacher, Zenz, Lippe, Pöllinger, Blasebauer und Schützenbauer, die im Franziszeischen Kataster alle noch verzeichnet waren, sind durch die Höhenflucht entweder gänzlich abgekommen oder durch landwirtschaftliche Nutzgebäude  ersetzt worden.

## Geschichte
Auf dem Gebiet der Steuergemeinde Osterwitz liegend, gehörte der Ort in der ersten Hälfte des 19. Jahrhunderts zum Steuerbezirk Osterwitz. Seit Gründung der Ortsgemeinden im Zuge der Reformen nach der Revolution 1848/49 gehört Kreutern zur Gemeinde Sankt Georgen am Längsee.

## Bevölkerungsentwicklung
Die Ortschaft ist in außergewöhnlichem Ausmaß von der Land- und Höhenflucht betroffen und hat so in den letzten 150 Jahren mehr als 90 % ihrer Einwohnerzahl verloren. Für Kreutern ermittelte man folgende Einwohnerzahlen:
- 1869: 16 Häuser, 110 Einwohner[2]
- 1880: 18 Häuser, 104 Einwohner[3]
- 1890: 15 Häuser, 89 Einwohner[4]
- 1900: 13 Häuser, 42 Einwohner[5]
- 1910: 9 Häuser, 54 Einwohner[6]
- 1923: 8 Häuser, 32 Einwohner[7]
- 1934: 38 Einwohner[8]
- 1961: 7 Häuser, 26 Einwohner[9]
- 2001: 2 Gebäude (davon 1 mit Hauptwohnsitz) mit 2 Wohnungen; 4 Einwohner und 0 Nebenwohnsitzfälle; 2 Haushalte; 0 Arbeitsstätten, 1 land- und forstwirtschaftlicher Betrieb[10]
- 2011: 2 Gebäude, 5 Einwohner, 2 Haushalte, 0 Arbeitsstätten[11]
- 2021: 2 Gebäude, 3 Einwohner, 2 Haushalte, 0 Arbeitsstätten[12]

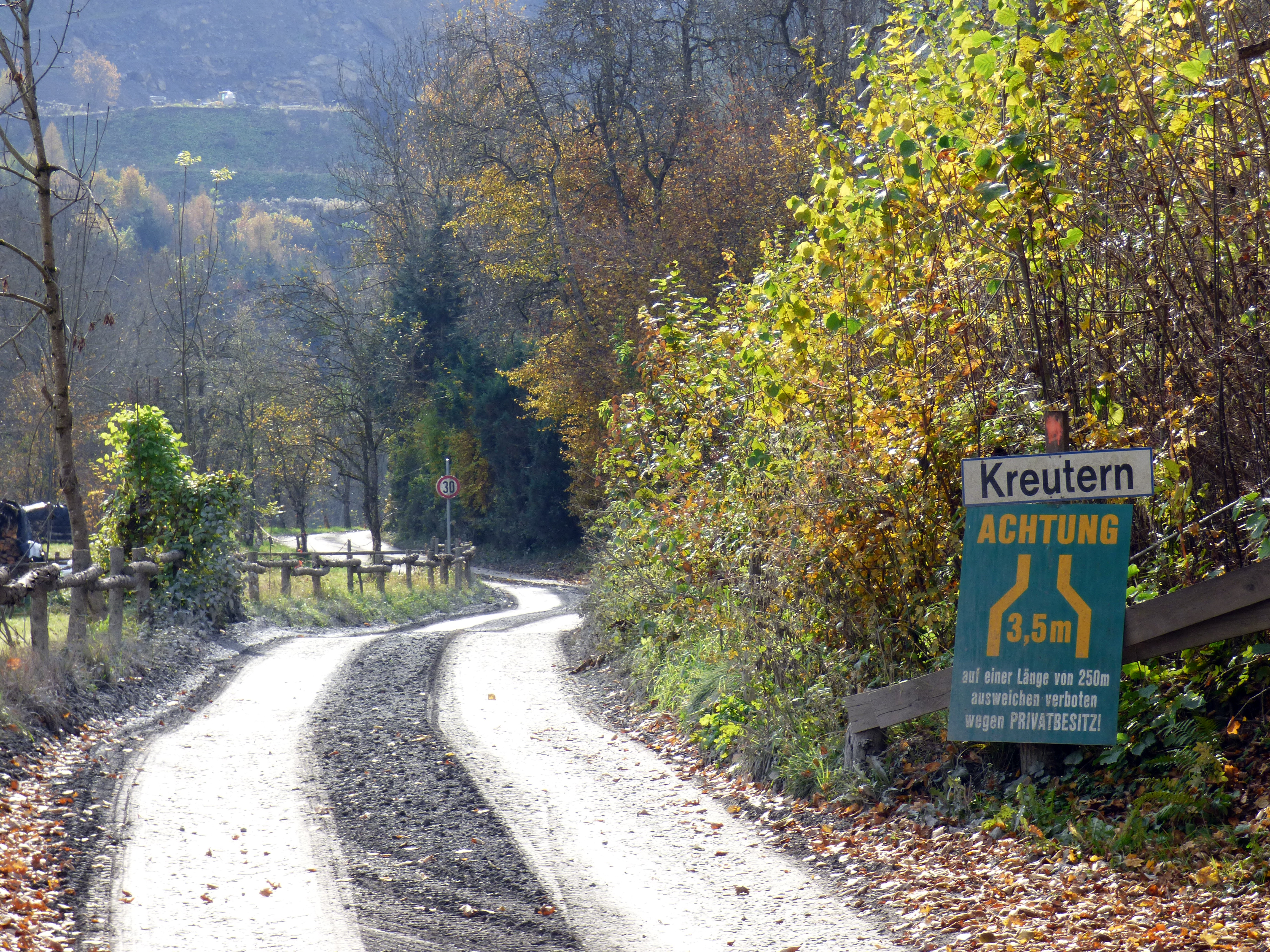
Ortsschild Kreutern
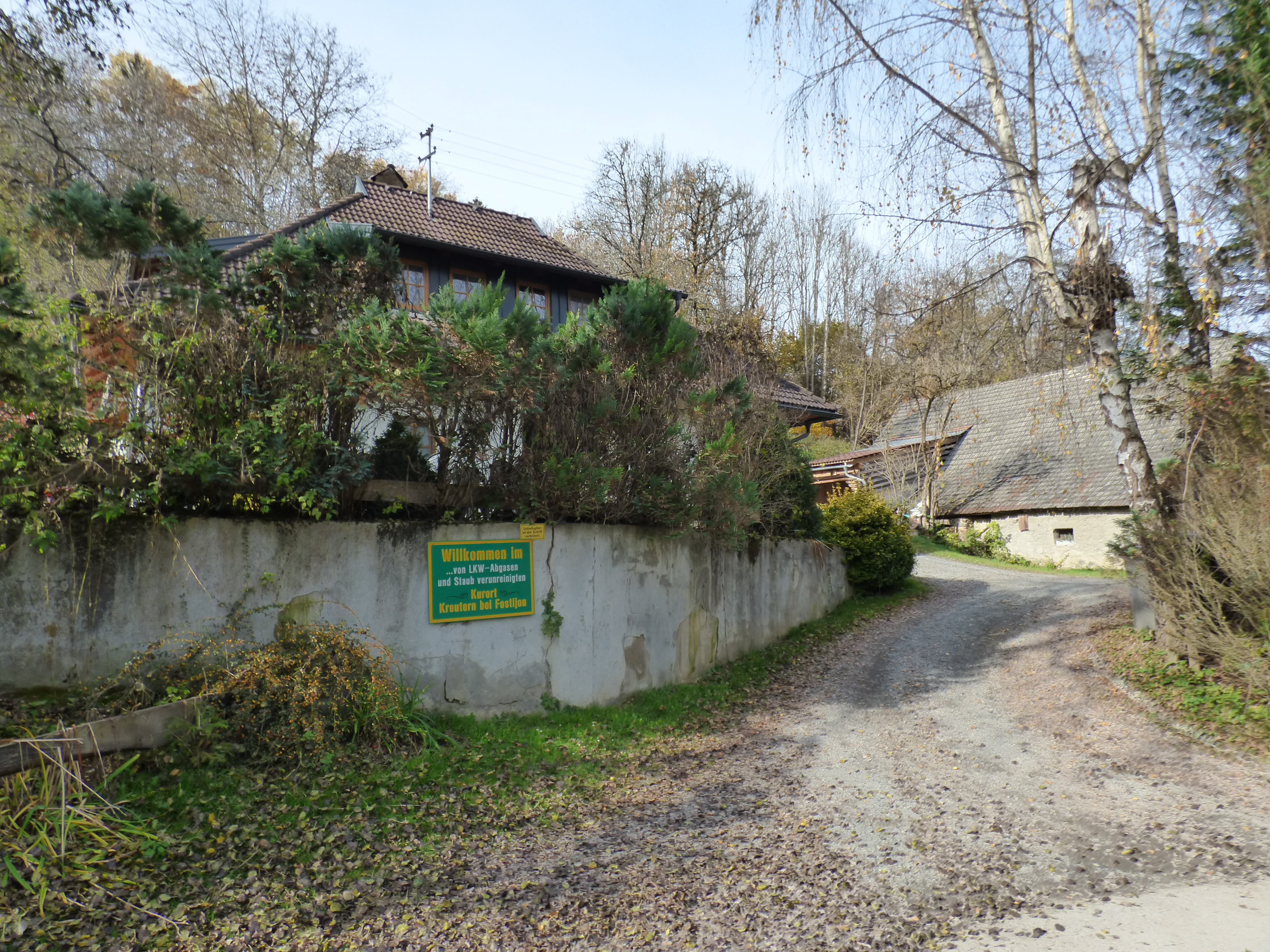
Kreutern Haus Nr. 2 (Keuschenbauer)
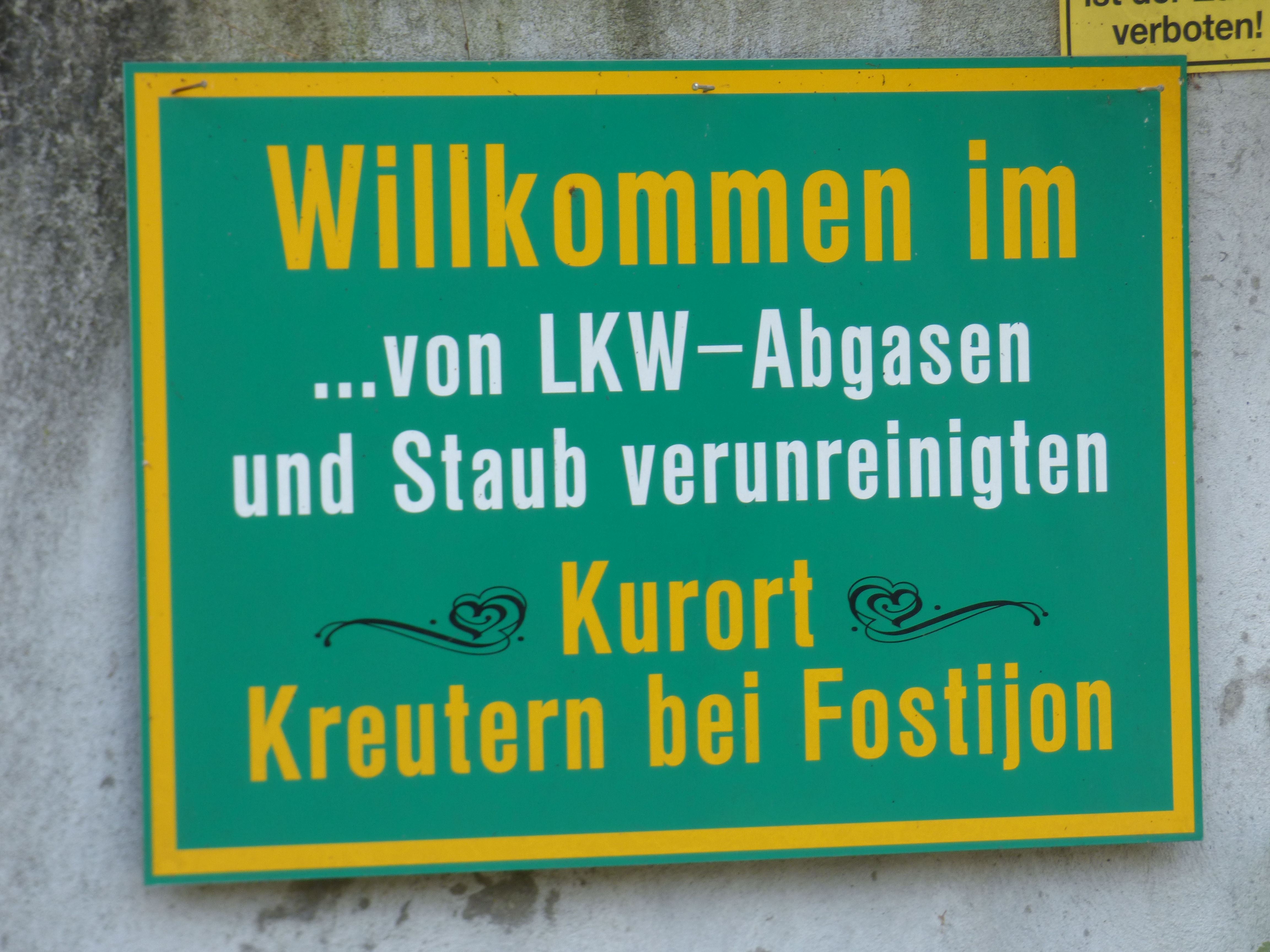
Hinweis auf Lkw-Verkehr des nahen Steinbruchs
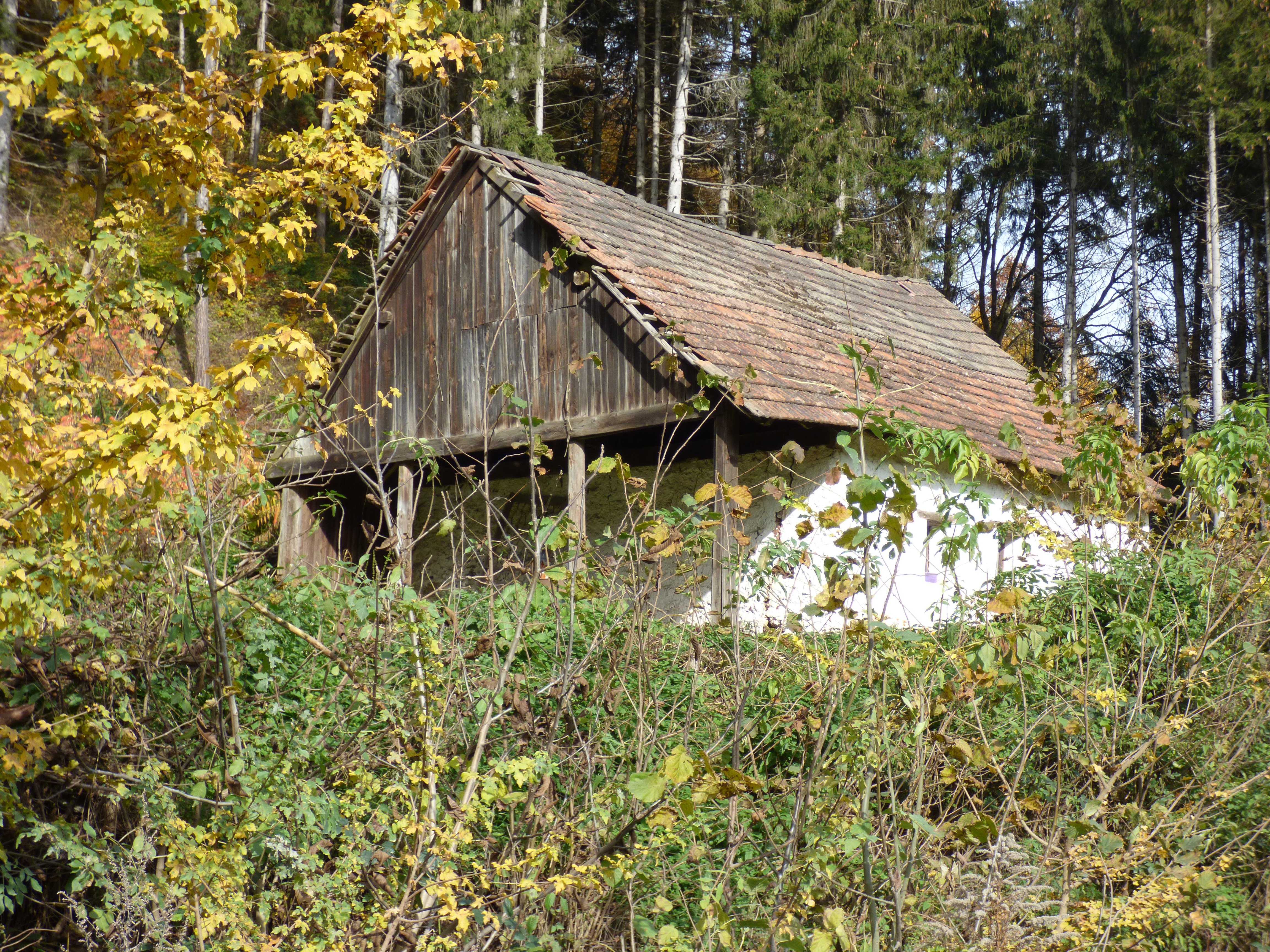
Kreutern Haus Nr. 3 (Wirth)
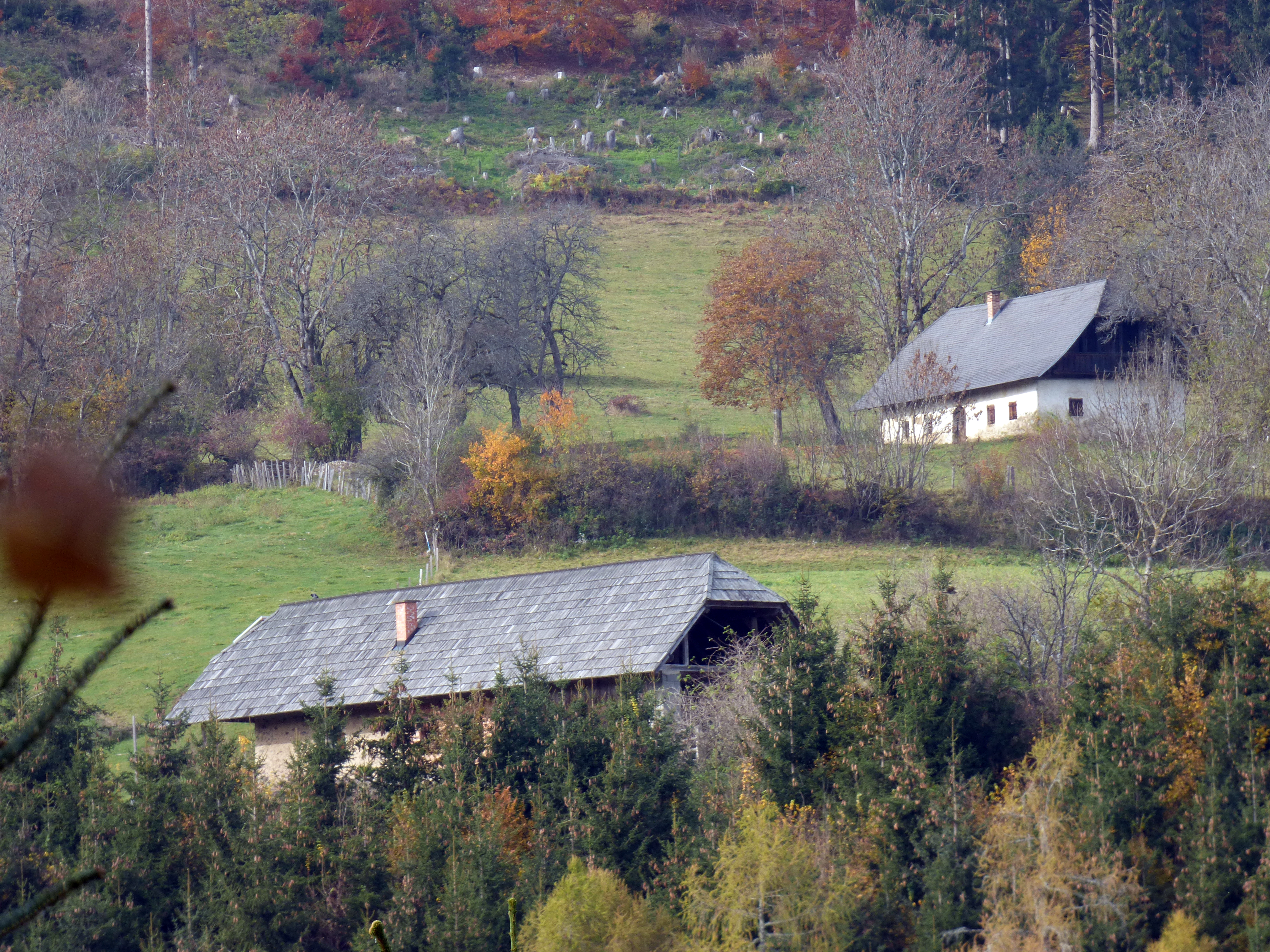
Kreutern Haus Nr. 8 (Mörtlbauer), darunter Gebäude des ehemaligen Hofs Blasebauer
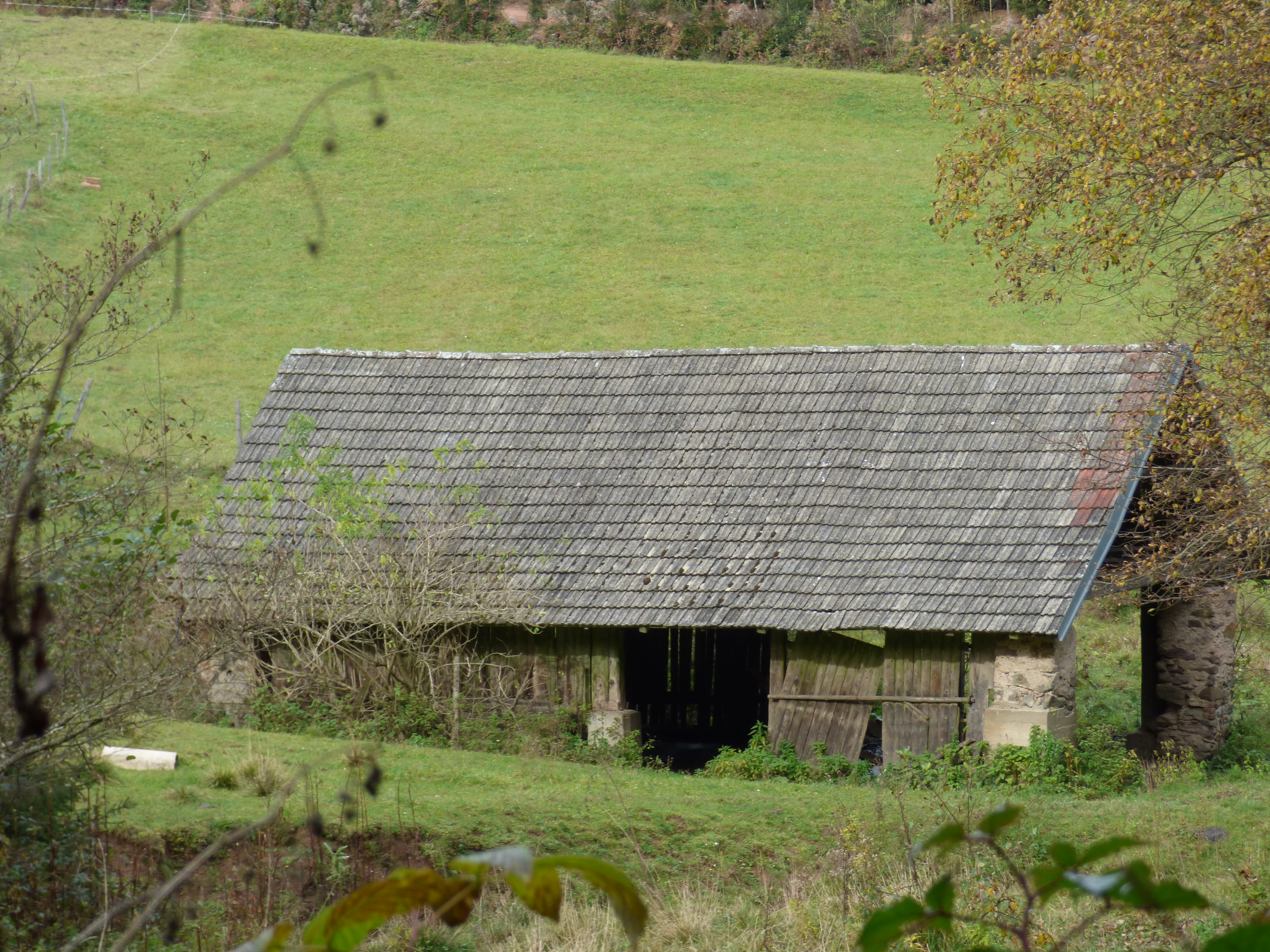
Kreutern, Stadl beim ehemaligen Hof Pöllinger